# Văn hóa Hungary
Văn hóa Hungary vô cùng đa dạng trên khắp đất nước Hungary. Nền văn hóa này bao gồm nhiều ngành nghề thủ công dân gian như thêu, đồ gốm trang trí và chạm khắc. Nền âm nhạc Hungary gồm có các bản nhạc cổ điển và baroque cùng với nhạc nhạc dân gian, nhạc pop hiện đại và nhạc Romani. Các học giả người Hungary đáng chú ý là Sándor Márai, Imre Kertész, Péter Esterházy, Magda Szabó và János Kodolányi. Imre Kertész đặc biệt nổi bật vì đã giành giải Nobel Văn học vào năm 2002.

## Kiến trúc
Hungary là ngôi nhà của giáo đường Do Thái lớn nhất châu Âu (Giáo đường Lớn), nhà tắm thuốc lớn nhất châu Âu (Nhà tắm thuốc Széchenyi), nhà thờ lớn thứ 3 ở châu Âu (Esztergom Basilica), tu viện lãnh thổ lớn thứ hai thế giới (Pannonhalma Archabbey), lâu đài thời Baroque lớn thứ hai thế giới (Gödöllő), và nghĩa địa lớn nhất bên ngoài nước Ý (Pécs).

## Âm nhạc

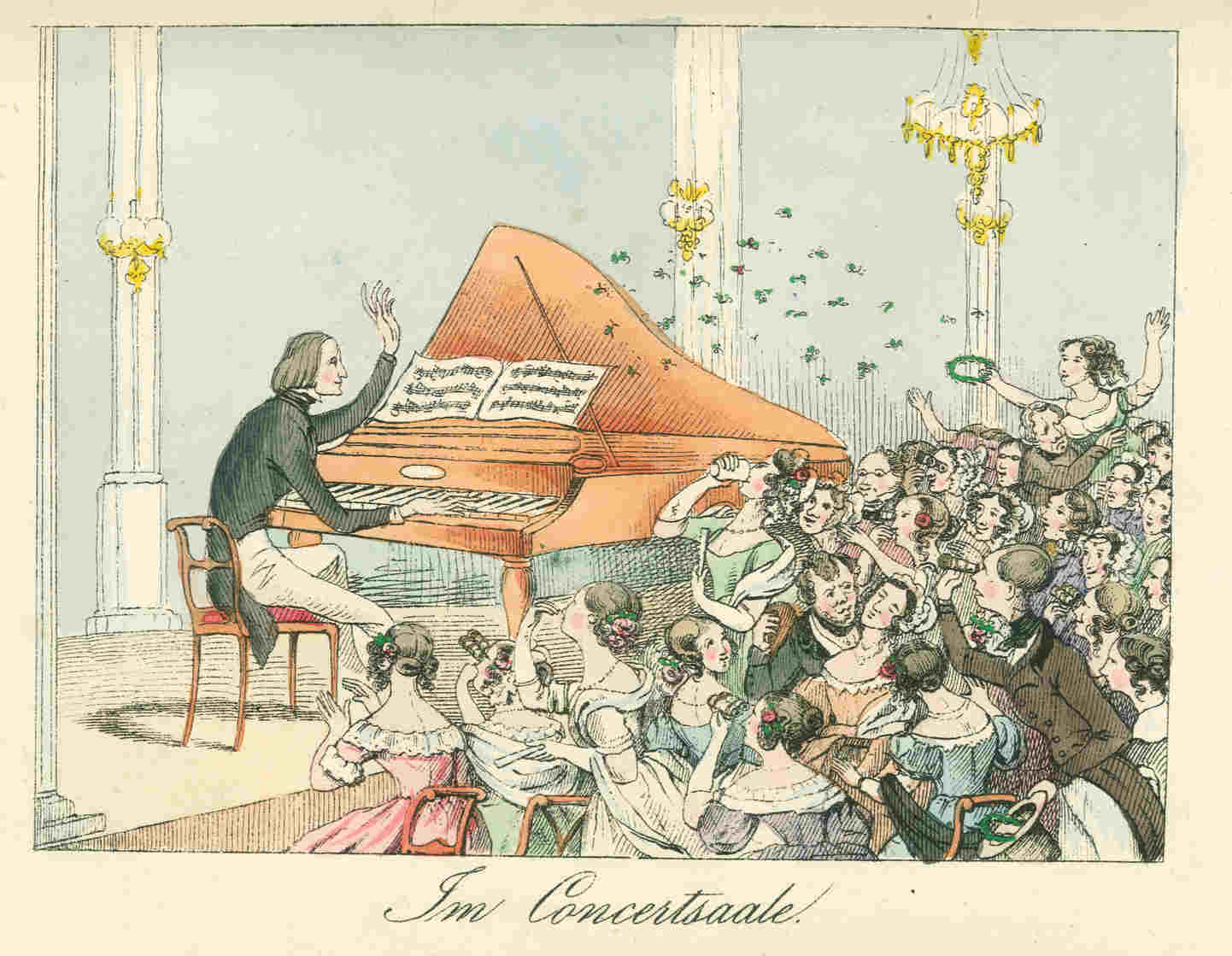
Franz Liszt in Thuringia

Nền âm nhạc Hungary gồm có các nền âm nhạc dân gian Hungary truyền thống và các tác phẩm của những nhà soạn nhạc nổi tiếng như Franz Liszt, Franz Schmidt, Ernő Dohnányi, Béla Bartók, Zoltán Kodály, György Ligeti và Miklós Rózsa. Âm nhạc Hungary truyền thống thường có các điệu dactylic mạnh mẽ do tiếng Hungary luôn đặt trọng âm vào âm tiết đầu tiên của mỗi từ. Hungary có một số nhà soạn nhạc cổ điển đương đại nổi tiếng được khán giả quốc tế biết đến như György Kurtág, Péter Eötvös và Zoltán Jeney.
Franz Liszt không hề nói tiếng Hungariy cho đến năm 1870 khi ông bắt đầu học tiếng, nhưng tự nhận mình rõ là người Hungary và thành lập Nhạc viện. Béla Bartók cũng sinh ra ở Vương quốc Hungary cũ. György Ligeti sinh ra ở Transylvania sau khi vùng này sáp nhập với Romania. Cả György Ligeto và Béla Bartók đều theo học tại Liszt Academy trước khi ra nước ngoài du học, từ đó đa số các tác phẩm của họ đã được viết ra. Nhạc dân gian Hungary là một phần quan trọng của bản sắc dân tộc và tiếp tục đóng vai trò quan trọng trong nền âm nhạc Hungary.

## Thể thao
Chỉ có 7 quốc gia (Mỹ, Liên Xô, Anh Quốc, Pháp, Ý, Trung Quốc và Đức) là giành nhiều huy chương vàng ở Thế vận hội mùa hè hơn Hungary. Hungary có số huy chương vàng theo đầu người cao thứ hai tại các kì Thế vận hội Mùa hè. Hungary còn có tổng số huy chương vàng Thế vận hội cao thứ 9 trong số 211 nước tham dự Thế vận hội Mùa hè, với tổng số huy chương giành được tại các kì Đại hội là 465 tấm. Thành tích này có được bất chấp Hungary bị phạt cấm tham dự các kì Thế vận hội vào các năm 1920 và 1984. Tại Thế vận hội Mùa hè, Hungary luôn nằm trong top 10 quốc gia có thành tích tốt nhất (tính theo số huy chương vàng) từ năm 1928 đến 1996, mà họ được phép tranh tài. Hungary có số huy chương vàng nhiều thứ ba vào các năm 1936, 1952, 1956 và 1960.
Một trong số những người Hungary nổi tiếng nhất là cầu thủ bóng đá Ferenc Puskás (1927–2006). Ông đã ghi 84 bàn thắng sau 85 trận thi đấu cho đội tuyển Hungary, cùng 511 bàn thắng sau 533 trận tại giải bóng đá vô địch quốc gia Hungary và giải vô địch Tây Ban Nha. Puskás đã có mặt để chơi trận chung kết Giải vô địch bóng đá thế giới 1954 đối đầu với Tây Đức. Năm 1958, sau cuộc cách mạng của Hungary, ông di cư đến Tây Ban Nha và thi đấu cùng những huyền thoại của câu lạc bộ Real Madrid như Alfredo Di Stéfano và Francisco Gento.